# Gallo-Romeinse villa des Bruyères

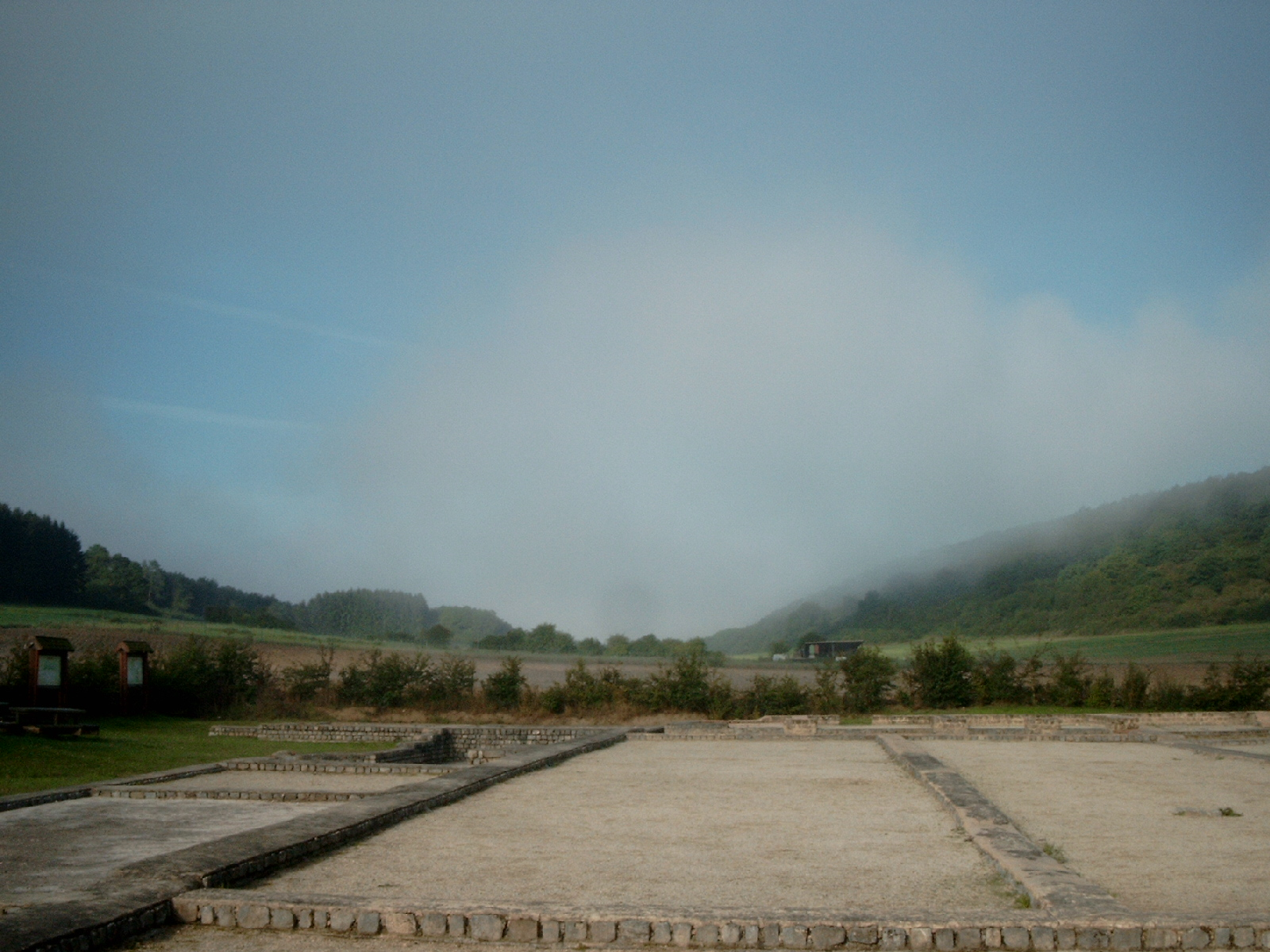
Zicht naar het westen op de funderingen van de basilica, met linksachter het tepidarium

De Gallo-Romeinse villa des Bruyères is een archeologische site uit de Romeinse tijd, gelegen in het Waalse dorp Treignes in de gemeente Viroinval. Het betreft een in 1980-2000 blootgelegde villa rustica, die functioneerde van de 1e tot de 4e eeuw. De site is vrij toegankelijk en beschikt over negen drietalige uitlegborden. De opgegraven artefacten zijn te zien in het plaatselijke Musée du Malgré-Tout. 

## Situering
De resten van deze villa werden in 1979 tijdens grondonderzoek ontdekt. Een jaar later startten de opgravingen door de vereniging Amphora, met medewerking van het Natuurhistorisch Museum Boekenberg en Kindervreugd Antwerpen. Na het einde van de campagne in 1987 verwaarloosde men de archeologische site. De funderingen werden geleidelijk aan overwoekerd door begroeiing. De uit leisteen uitgegraven vertrekken had men gewoon na de opgraving terug dichtgegooid. Eind 1993 was de schade aan de resten aanzienlijk, deels door het weer en de plantengroei, maar ook door het belopen van de muren, het meenemen van stenen voor de bouw en gewoon vandalisme. 
In het kader van het project "Treignes museumdorp" zijn het Centre d'Étude et de Documentations Archéologiques (Cedarc) en het Musée du Malgré-Tout met de hulp van het Waals Gewest in 1994 gestart met de restauratie en de openlegging van de Gallo-Romeinse villa. Dit werd mede mogelijk gemaakt door de instemming van de eigenares van het terrein. In de eerste fase maakte men de tussen 1980 en 1987 ontsloten en terug volgestorte ruimten weer vrij. Voor de start van de restauratie maakte men een plaatsbeschrijving op van het terrein omdat de vindplaats van 1987 tot 1994 verwaarloosd werd. Het resultaat hiervan is vergeleken met de documentatie van Amphora en de foto's van de opgraving. De tweede opgravingscampagne door Cedarc afgerond in 2000.

## Archeologische gegevens
Bodemonderzoek door Amphora wees uit dat er minstens acht gebouwen verspreid op een oppervlak van zes ha te vinden zijn. Inmiddels is het hoofdgebouw of het woonhuis van de eigenaar (pars urbana) ontsloten. Tot op heden kwamen er 35 000 voorwerpen naar boven. Door onderzoek zijn een aantal verschillende bewoningsfasen van de onderzochte zone in kaart gebracht:
1. Fase 1: drainagegreppels
2. Fase 2 en 3: gebouwen die met metaalbewerking te maken hadden
3. Fase 4: bouw van de "pars urbana" van de Gallo-Romeinse villa
4. Fase 5: aanbouw van een kelder aan de noordwestkant van de villa
5. Fase 6: verbouwing in de Laat-Romeinse tijd